# ALFA (entreprise)
Pour les articles homonymes, voir ALFA.
ALFA est une entreprise mexicaine composée de quatre groupes d'affaires: Alpek (pétrochimie), Sigma (aliments réfrigérés), Nemak (aluminium) et Onexa (télécommunications).

## Historique
ALFA a des installations de production au Mexique, aux États-Unis, Canada, Allemagne, Slovaquie, République tchèque, République dominicaine, le Costa Rica et le Salvador. ALFA est le leader dans la fabrication de culasses en aluminium et est le deuxième producteur de PTA. Au Mexique, la société est un important producteur d'aliments réfrigérés et exporte ses produits dans plus de 25 pays.
En 2005, la société a déclaré des recettes  de 69,335 millions de dollars   et employait 38.315 personnes.
Les actions ALFA sont cotées à la Bourse mexicaine et sur le Latibex, sur la Bolsa de Madrid.